# Wan Li
Wan Li (en chinois : 万里), né le 1er décembre 1916 dans le Xian de Dongping, et mort le 15 juillet 2015, est un homme politique chinois. Il a été le premier vice-Premier ministre de 1983 à 1988 puis président du Comité permanent de l'Assemblée nationale populaire de 1988 à 1993.

## Biographie
Il rejoint le Parti communiste chinois en 1936 puis il occupe plusieurs postes administratifs du parti dans la province de Shandong. Franchissant peu à peu les échelon, il intègre la politique nationale en 1952 et devient vice-ministre du bâtiment en 1953 puis ministre de la construction urbaine en 1955. Durant la révolution culturelle, il est victime des purges politiques et n'occupe alors plus aucun poste politique. En 1973, il récupère toutefois ses fonctions dans la mairie de Pékin, puis il devient ministre des chemins de fer en 1975. En 1977, il est élu dans le 11e Comité central et en 1984 il est nommé au poste de vice-Premier ministre. Puis, en 1988, il est nommé président de l'Assemblée nationale populaire et a été membre du Comité permanent du bureau politique.
Durant les manifestations de la place Tian'anmen, il a d'abord montré ses signes de sympathie envers le mouvement étudiant. Cependant, il a changé d'attitude et a fini par soutenir le gouvernement et a ainsi conservé son poste.
Considéré comme un réformateur, il aurait été proche de Zhao Ziyang. En 2004, il aurait d'ailleurs demandé sa réhabilitation, avec une vingtaine d'autres anciens membres du Bureau politique.